# الاتحاد العسكري الإسباني
الاتحاد العسكري الإسباني (بالإسبانية: Unión Militar Española)‏ (UME) هي جمعية سرية لقادة وضباط الجيش الإسباني أسست في مدريد في ديسمبر 1933، في بداية فترة السنتين الثانية من الجمهورية الإسبانية الثانية. وأنشأها ضباط ساخطين من الإصلاح العسكري لمانويل أثانيا وتعاطف معظمهم مع الضباط الذين ساهموا في الانقلاب الفاشل للجنرال سانخورخو في 10 أغسطس 1932 (تنعقد القيادة العليا الاسمية لـ UME على وجه التحديد بحضور الجنرال سانخورخو). ولديها سابقة في مجالس الدفاع التي ظهرت في 1917 خلال أزمة حكم عودة البوربون.

## الأيديولوجية
ماجمع بين العسكريين من UME كان رفضهم لإصلاحات أثانيا العسكرية ومعارضتهم «التخريب اليساري». وهكذا أصدر المجلس الوطني لـ UME بيانًا في يونيو 1935 لتحذير أنه في مواجهة حفلة «تخريبية» من مجموعات عمالية (الشائعات التي تم تعميمها في اجتماع عقد في محيط مدريد لقادة PSOE وPCE وFAI وCNT) وأن الجيش سيضع حاجزًا من الصلب لمنع اليسار من الحكم. وهذا يتناقض مع الرؤية التي عبر عنها تاريخ فرانكو في الاتحاد العسكري الإسباني لفترة طويلة بأن ليس لديه «غرض سياسي معين»، كما أكد خواكين أراراس، على الرغم من أن المؤلف نفسه اعترف بأن مهمته كانت التخلص من أعضائه من أجل دفاع أفضل عن المبادئ الأساسية للوطن بتأثير مشاعرهم الوطنية، دون التقيد بالأصوات أو القسم.
استنادا إلى مناهضة اليسارية الشائعة، تراوحت الأهداف الأولية لأعضاء UME من الضباط من ذوي الرتب المتوسطة والمنخفضة (مثل مجالس الدفاع 1917) من حماية حقوقهم المهنية وحتى حماية الجمهورية ضد ثورة يسارية أو حتى الإطاحة بالنظام الجمهوري الديمقراطي، على الرغم من أنه لم يكن هناك إجماع على من سيحل محله (ملكية أم نظام فاشي أو ديكتاتورية عسكرية؟). هوالهدف الأخير هو الذي انتهي به المطاف وأسقط «القطاع المهني» من قبل أنصار التخريب الذين كانوا على اتصال بالمجموعات الملكية المتآمرة على الإطاحة بالجمهورية. وقد لعب العقيد فاريلا دورا كبيرا في هذا النهج، تحول إلى الكارلية بعد سانخورخادا، والعقيد فالانتين غالارزا الذي عمل كحلقة وصل مع المتآمرين الملكيين، والجنرال غوديد الذي انضم إلى UME أوائل سنة 1935، وعلى اتصال مع الجنرالات الذين بطريقة أو بأخرى قاموا بدور البطولة أو دعموا سانخورخادا: مولا وفيليجاس وأورغاز وباريرا فانجول وفرنانديز بيريز.

## التأسيس
في ديسمبر 1933 قام القائد إميليو رودريغيز تاردوتشي، المدرب السابق لسوماتين زمن حكم ديكتاتورية بريمو دي ريفيرا والمدير السابق لصحيفة مناهضة للجمهورية، بتأسيس الاتحاد العسكري الإسباني ليكون كيان غير سياسي لكنه جعل لجنرال سانخورخو رئيسا إسميا له، وهو الموجود في تلك اللحظة بالسجن يقضي عقوبته لقيادته الانتفاضة العسكرية ضد الجمهورية في أغسطس 1932. وقد أثار انضمامه إلى الكتائب الإسبانية التي تأسست حديثًا غضب كل من الملكيين والجمهوريين في UME فاضطر إلى الاستقالة. فحل محله ضابط أركان بارتولومي باربا هيرنانديز الذي برز لاتهامه زورًا رئيس الوزراء مانويل أثانيا بالتورط المباشر في المذبحة المعروفة باسم أحداث كاساس فيخاس.
اعتمد الكابتن باربا على أعضاء المجلس المركزي وهو الهيئة الإدارية العليا في UME، وهم معاديين للجمهورية بشكل جذري: القائد لويس اريدوندو (شارك مباشرة في مهام التدريب لميليشيات فلانخي الإسبانية)، المقدم ريكاردو رادا (وهو أيضًا مدرب للميليشيات اليمينية) ونزاريو سيبريريوس الذين تعاونا في صحيفة La Correspondencia Militar. وضع باردو رينا مشروع برنامج سياسي أشرف عليه الجنرال مولا، حيث تم اقتراح الحكومات الراديكالية الضرورية في فترة السنتين الثانية لمنع تخريب اليسار مستقبلا.
في كل عاصمة للمنطقة العسكرية كان هناك ممثل أو مندوب من UME، والذي يرشح بدوره المجلس الإقليمي. ثم المجلس الوطني الذي مقره مدريد وهو العقل المدبر للمنظمة.

## المؤامرات
يرى المؤرخ غابرييل جاكسون أن بعض أفراد الجيش الذين أصبحوا لاحقًا جزءًا من UME كانوا قد تورطوا بطريقة لم يتم توضيحها بعد في انقلاب سانخورخو الفاشل 1932.
بعد عامين من تأسيس الاتحاد العسكري الإسباني UME قامت مجموعة من الضباط اليساريين والجمهوريين بقيادة دباز تنديرو بتأسيس الاتحاد العسكري الجمهوري ضد الفاشية (UMRA) لتحييد الآثار الدعائية التي أنتجها UME اليميني داخل الجيش.
حتى قبل إجراء انتخابات فبراير 1936 اجتمع المجلس المركزي UME في منزل الجنرال باريرا مع الهيئة الانقلابية غير الرسمية بقيادة الجنرال غوديد ورودريغيز ديل باريو الذين يعدون انقلاب على الجمهورية وحضره العديد من المندوبين من الأقسام الأخرى. بعد الانتخابات قررت حكومة مانويل أثانيا الجديدة تعيين الكابتن باربا إلى فالنسيا لإبعاده من نواة المتآمرين، العقيد خواكين أورتيز دي زاراتي الذي يتولى قيادة UME والملازم ألبيرتو ألفاريز (المهندسين) وأوغستين مانيوز غراندس (حرس الاقتحام والرجل القوي في ديكتاتورية الجنرال فرانكو) وخوسيه أنغريا (الرئيس المستقبلي لخدمات معلومات SIPM بجانب المتمردين في الحرب الأهلية) كأعضاء.
بعد انتخابات فبراير 1936 التي أعطت النصر للجبهة الشعبية حققت المنظمة نموًا كبيرًا داخل الجيش اليميني، وخاصة بين الضباط الشباب الذين خاب أملهم في إدارة خوسيه ماريا جيل روبلز في وزارة الحرب. وبالتالي امتد UME من مدريد إلى برشلونة وبامبلونا وسرقسطة وإشبيلية وسان سيباستيان وغاليسيا والمحمية المغربية. في مارس 1936 زعم تعميم من المنظمة أن منتسبيها هم كالتالي: 3,436 ضابطًا و 2,131 ضابط صف و 1843 ضابط متقاعد أو احتياطي ينتمون إليها. ولكن وفقًا لبيانات أكثر موثوقية فأنها قد تجمع 10 ٪ فقط من العدد المذكور.
انضم الاتحاد العسكري الإسباني إلى المؤامرة التي بلغت بدايتها في انقلاب يوليو 1936 والتي أشعلت الحرب الأهلية الإسبانية. وحضر ممثلوهم الاجتماع الأول الذي عقد بعد انتخابات 8 مارس التي دعا إليها الجنرال مولا في منزل ضابط الاحتياط والعامل النشط في حزب سيدا خوسيه ديلجادو وشارك فيه الجنرال فرانكو وفياجاس ورودريغو ديل باريو وفانخول وأورغاز وساليكيت وغارسيا ديلا هيران وغونزاليس كاراسكو والعقيد فالنتين غالارزا قائد الاتحاد UME، الذي كان مسؤولاً عن مركزية خدمات المعلومات.
خرج عدد غير قليل من العسكريين الذين دعموا انقلاب يوليو 1936 من UME، مثل الجنرال غوديد وخواكين فانخول. وأقام المتآمر إميليو مولا اتصالا مع UME من خلال مجلس برشلونة. تشير هذه المراسلات إلى الإجراءات الحكومية التي يجب تبنيها بمجرد انتصار التمرد. كان ريكاردو رادا عضوًا في المجلس التنفيذي لـ UME واستولى على منظمة ريجيتا العسكرية، مؤطرًا أكثر من 30,000 رجل.
في 14 يونيو أبلغ أنطونيو جويكوتشيا من حزب التجديد الإسباني الزعيم الفاشي الإيطالي بينيتو موسوليني عن الاستعدادات للانقلاب، حيث شدد على أن أحد نقاط قوة المتآمرين هو وجود الاتحاد العسكري الإسباني.